# Napoléon (pel·lícula de 1927)
Napoléon és una pel·lícula muda francesa escrita, produïda i dirigida per Abel Gance en 1927. És considerada, a causa de les seves innovadores tècniques cinematogràfiques, com un clàssic del cinema mut; l'aragonès Segundo de Chomón va treballar en els efectes especials. La pel·lícula tracta de la primera part de la vida de Napoleó Bonaparte, des de 1781, quan està a l'acadèmia militar, fins a 1796, quan, ja nomenat general, emprèn la batalla de Montenotte.

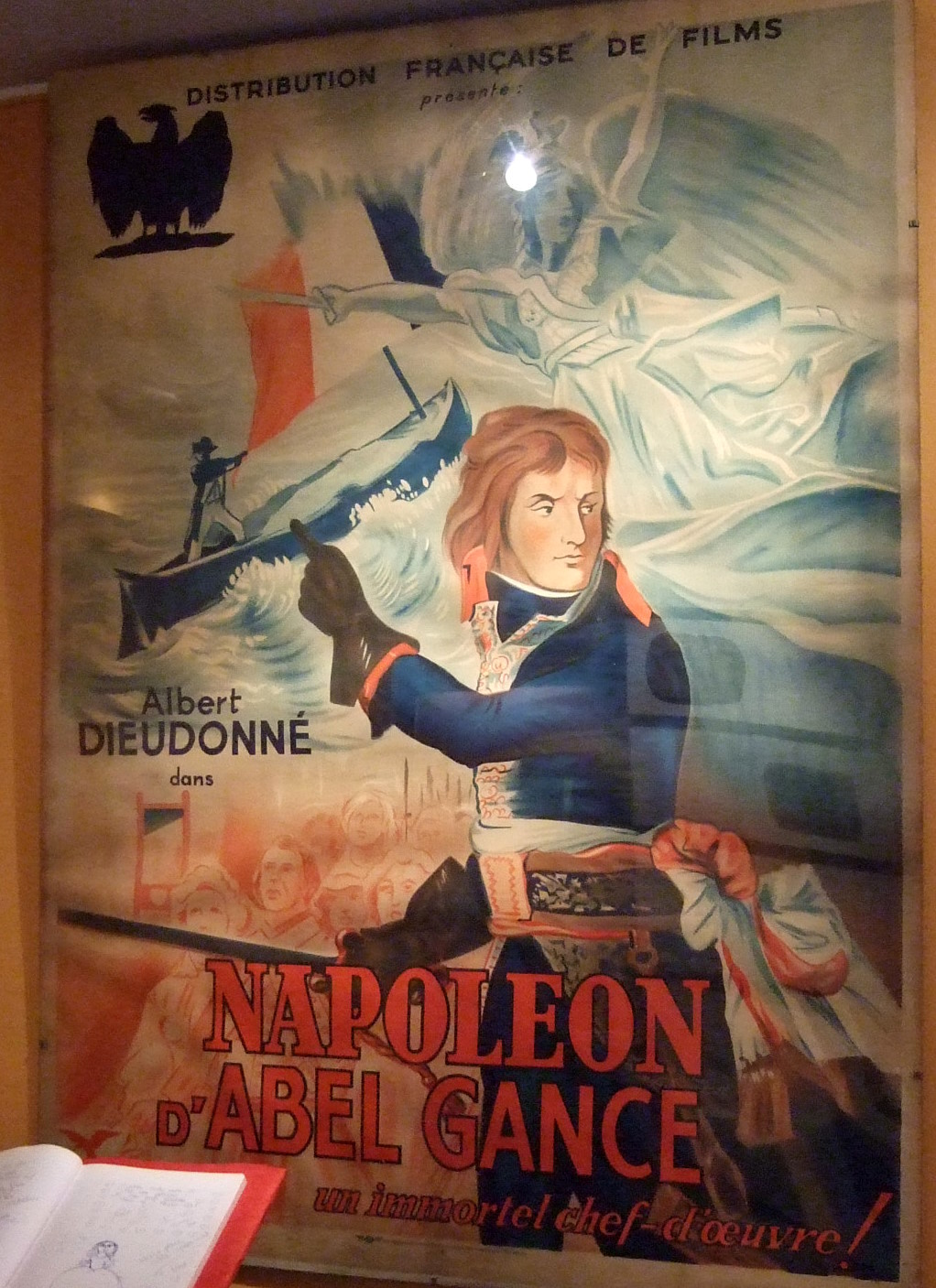
Fotografia del cartell de la pel·lícula

## Argument
La pel·lícula comença a Brienne-le-Château, amb un jove Napoleó assistint a l'escola militar on maneja una baralla de boles de neu com si fos una campanya militar, no obstant això, sofreix els insults d'altres nens. Continua una dècada més tard amb escenes de la Revolució francesa i la presència de Napoleó en la perifèria com un jove tinent de l'exèrcit. Ell torna a visitar la llar de la seva família a Còrsega, però la política canvia contra ell i el posa en perill de mort. Fuig, portant la seva família a França. Servint com a oficial d'artilleria al setge de Toló, el geni per al lideratge de Napoleó és recompensat amb un ascens a general de brigada. Revolucionaris gelosos empresonen Napoleó però després la marea política es torna contra els propis líders de la Revolució. Napoleó surt de presó, formant plans per a envair Itàlia. S'enamora de la bella Josefina de Beauharnais. El govern d'emergència li assigna la tasca de protegir l'Assemblea Nacional. En triomfar en això, és ascendit a Comandant en Cap de l'Exèrcit de l'Interior, i es casa amb Josefina. Ell pren el control de l'exèrcit que protegeix la frontera franco-italiana, i l'impulsa a la victòria en una invasió d'Itàlia.

## Producció
Moltes tècniques innovadores van ser utilitzades per a fer la pel·lícula, incloent primers plans extensius, talls ràpids, una àmplia varietat de preses en càmera de mà, Filmació en exteriors, Cambra subjectiva, multicàmera, Exposició múltiple, cambra sota l'aigua, projecció de múltiples pantalles, i altres efectes visuals.
Gance volia que Napoléon sigui la primera de sis pel·lícules sobre la carrera de Napoleó, una cronologia del gran triomf i la derrota final amb la mort de Napoleó a l'exili a l'illa de Santa Helena. Després de les dificultats trobades en la producció de la primera pel·lícula, Gance es va adonar que els costos involucrats farien el projecte complet impossible.

## Repartiment principal

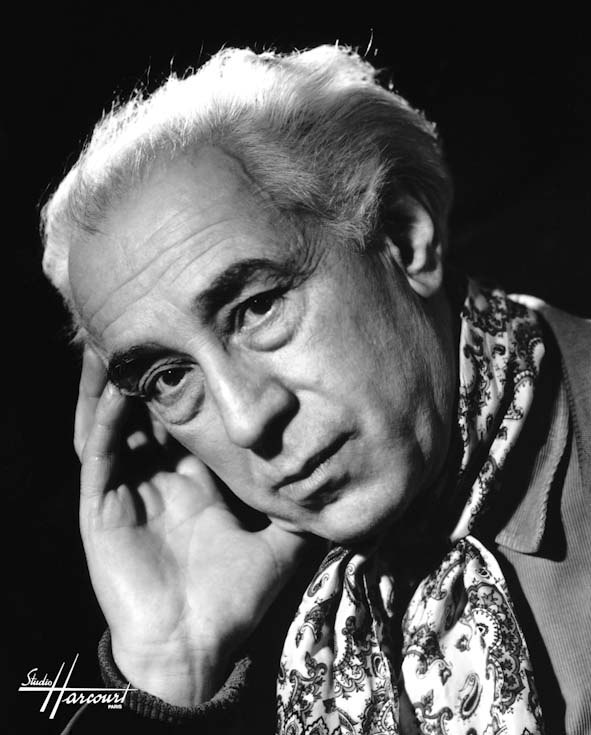
Abel Gance va escriure, produir, dirigir i actuar a la pel·lícula.

- Albert Dieudonné com Napoleó Bonaparte[4]
- Vladimir Roudenko com Napoléon Bonaparte (nen)
- Edmond Van Daële com Maximilien Robespierre
- Alexandre Koubitzky com Georges Danton
- Antonin Artaud com Jean-Paul Marat
- Abel Gance com Louis de Saint-Just
- Gina Manès com Joséphine de Beauharnais
- Marguerite Gance com Charlotte Corday
- Yvette Dieudonné com Élisa Bonaparte
- Philippe Hériat com Antoine Saliceti
- Max Maxudian com Barras
- Annabella com Violine Fleuri
- Nicolas Koline com Tristan Fleuri
- Maurice Schutz com Pasquale Paoli
- Andrée Standart com Thérèse Tallien
- Suzy Vernon com Madam Récamier
- Petit Vidal com Phélippeaux
- Francine Mussey com Lucile Desmoulins
- Robert Vidalin com Camille Desmoulins
- Louis Vonelly com Couthon
- Jean d'Yd com La Bussière
- René Jeanne com Jean-Charles Pichegru
- Henri Beaulieu com Beaumarchais

## Polyvision
Polyvision va ser el nom d'un format de pel·lícula de pantalla ampla ideat exclusivament per a la filmació i la projecció de la seqüència final deNapoléon, Implicava la projecció simultània de tres rotllos de pel·lícula disposats en una fila horitzontal, per a fer una relació d'aspecte total de 4: 1 (1.33 × 3: 1). La tècnica del tríptic Polyvision va ser dita així pel crític cinematogràfic Émile Vuillermoz. Aquest mètode va constituir el cim de la carrera cinematogràfica de Gance, ja que aquest sistema, a diferència del Cinerama (on tres o quatre projectors projectaven imatges que juntes resultaven en una sola imatge contínua), no consistia exclusivament a engrandir les imatges projectades, sinó que es projectaven tres fragments de pel·lícula diferents que donaven com a resultat una imatge central principal i altres dues imatges a banda i banda que ajudaven a comprendre el significat metafòric de la projecció central. Segons Gance, aquest mètode creava una nova dimensió del visionat de films. 

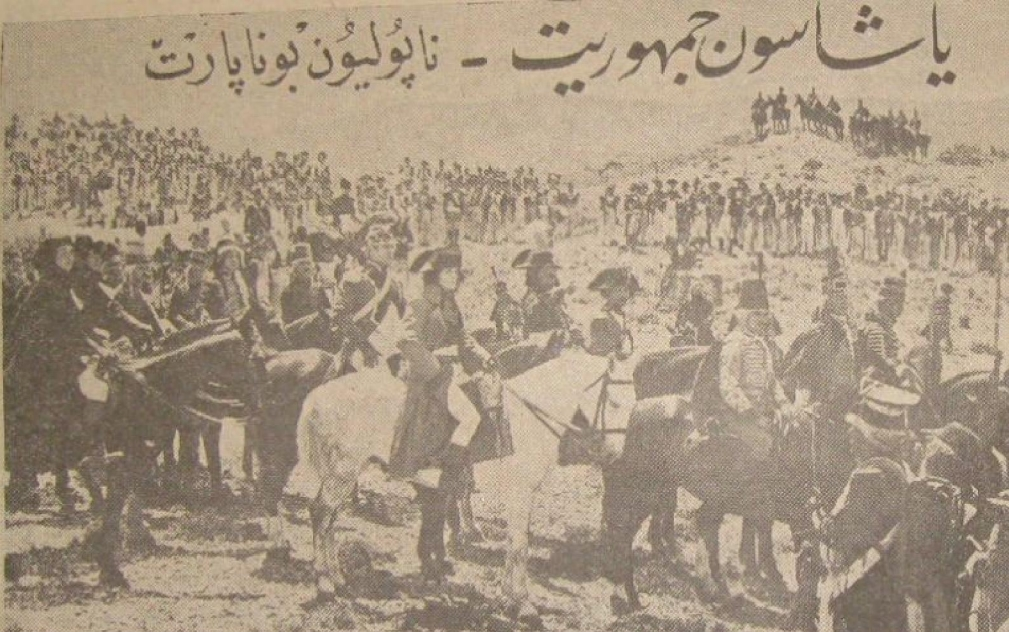
Pòster turc de la pel·lícula

Aquest mètode va captar l'atenció dels magnats de Hollywood dels anys 20, i molt aviat diverses productores cinematogràfiques van començar a desenvolupar els seus propis formats espectaculars: Fox va desenvolupar el mètode Grandeur, Paramount el Natural Vision, i Warner Brothers el procés Vitascope. Tots aquests mètodes consistien en projeccions de gran format que permetien augmentar la mesura i la qualitat de les imatges cinematogràfiques. De totes maneres, els alts costos que suposaven i els pocs beneficis obtinguts van fer que s'abandonessin aquestes tècniques ràpidament.
Pel que fa a la Polyvision, en un primer moment Gance no va poder previsualitzar la pel·lícula amb aquesta tècnica, ja que es necessitaven tres projectors, sinó que va visualitzar cada fragment del tríptic de manera individual. Sense cap mecanisme d'edició, van fer falta set mesos per a arribar al muntatge final del fragment de pel·lícula rodat en Polyvision, observant com es relacionaven les imatges dels negatius per a construir l'escena. Després d'un temps, Gance va aconseguir tres proyectors Pathé i va poder, per primera vegada, visualitzar el film amb la tècnica Polyvision. A causa de l'efecte panoràmic i de les accions simultànies que aquesta tècnica proporcionava, va decidir finalment incorporar l'escena al muntatge final del film. Grance va pensar a promoure la Polyvision dient que els films rodats amb aquesta tècnica oferirien dues possibilitats de visualització: una per als cinemes especialitzats i equipats amb sistemes de triple projecció i pantalla panoràmica, i l'altre per a les pantalles de mesura ordinària, per l'explotació i difusió massiva. Gance va veure en aquesta possibilitat d'efectuar dues versions un avantatge notable sobre el Cinerama, el qual va desaparèixer progressivament pel fet que els films fets amb aquesta tècnica només es podien visualitzar a sales amb un equipament especialitzat.
Tant el Cinerama com la Polyvision utilitzaven tres projectors, a pesar que els seus objectius i finalitats eren diferents. Com s'ha comentat anteriorment, el Cinerama utilitzava els projectors per a aconseguir una sola imatge engrandida, mentre que la Polyvision era una tècnica basada en els tríptics. De totes maneres, va haver-hi un fet comú que les va fer desaparèixer les dues tècniques: la dificultat d'alinear els proyectors i les imatges en pantalla, a més de la seva complicació tècnica i de distribució.
Tècnicament, els tres projectors sincronitzats van ser instal·lats en el cinema que projectava el film de manera horitzontal (a diferència de les càmeres de rodatge, les quals es disposaven verticalment), bastant a prop els uns dels altres. Els eixos òptics d'aquests tres dispositius no es creuaven i, per tant, era més complex projectar les imatges en una pantalla panoràmica còncava (com aquelles que s'utilitzarien més tard en el Cinerama i el Kinopanorama), on el projector de la dreta projectava la imatge a la part esquerra de la pantalla, i el projector esquerre projectava les imatges a la part dreta (el dispositiu central projectava les imatges enmig de la pantalla). D'altra banda, la projecció de les escenes del tríptic en pantalles planes resultava molt més fàcil, ja que la situació dels projectors es corresponia amb la part de la pantalla en la que projectaven la imatge.
Posteriorment, la productora Metro-Goldwyn-Mayer va decidir comprar-li a Gance la tècnica per apartar-la del mercat (la productora va pensar que si la tècnica tenia èxit, el negoci cinematogràfic es complicaria molt, i faria falta una gran suma de diners per a equipar les sales de projecció amb tres proyectors i pantalles panoràmiques). Fins i tot, la mateixa productora es va oposar a construir un cinema equipat amb el sistema Polyvision. La difusió del film va ser pràcticament nul·la i el tríptic es va projectar amb un sol rodet i projector, no amb tres com inicialment va ser concebut. Això va fer que les imatges es veiessin extremadament petites i que, en conseqüència, molts cinemes es neguessin a exhibir el film, defensant que era només una mostra de cinema amateur de baixa qualitat.

## Estrena

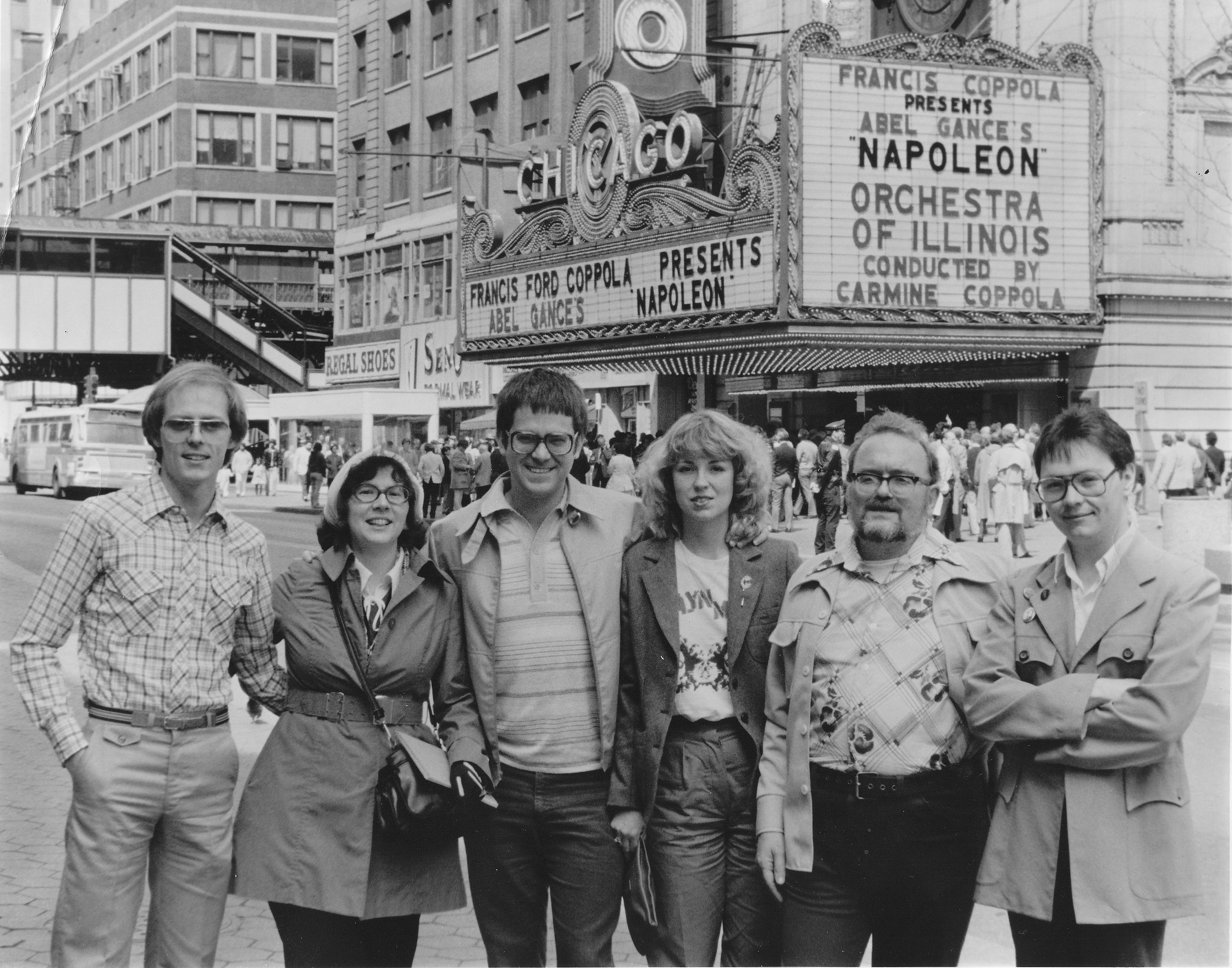
Estrena de la pel·lícula a Chicago el 1981

La pel·lícula va ser estrenada per primera vegada en una gala al Palau Garnier el 7 d'abril de 1927, Napoléon havia estat projectada en només vuit ciutats europees quan la Metro-Goldwyn-Mayer va comprar els drets, però després de l'estrena a Londres, va ser reduïda dràsticament en longitud, i només el panell central de les seqüències POLYVISION de tres pantalles va ser conservat abans que fos posat en llançament limitat als Estats Units. Allí, l'obra mestra muda va ser rebuda amb indiferència en un moment en què les pel·lícules sonores estaven començant a aparèixer.
La pel·lícula va ser restaurada en 1981 després de vint anys de treball per l'historiador de cinema mut Kevin Brownlow.

## Recepció
Napoleon està àmpliament considerada com una de les pel·lícules més grans i innovadores de l'era mut i de tots els temps. L'agregador de ressenyes Rotten Tomatoes informa que el 88% dels crítics han donat a la pel·lícula una crítica positiva, basada en 40 crítiques, amb una puntuació mitjana de 9,6/10. El consens dels crítics del lloc web diu: "A escala monumental i distingida per una tècnica innovadora, Napoléon és una èpica expressiva que manté una intimitat singular amb el seu tema."
Anita Brookner de London Review of Books va escriure que la pel·lícula té "una energia, una extravagància, una ambició, un plaer orgiàstic, un gran drama i el desig de victòria sense fi: no sols el destí de Napoleó, sinó l'esperança més central de tothom." La projecció de 2012 ha estat aclamat, amb Mick LaSalle de la San Francisco Chronicle anomenant la pel·lícula, "Una rica festa d'imatges i emocions". També va elogiar el final del tríptic, anomenant-lo "Una experiència aclaparadora i sorprenentment emotiva." Judith Martin de The Washington Post va escriure que la pel·lícula "inspira aquesta experiència teatral meravellosament satisfactòria d'animar de tot cor un heroi i xiulars vilans, alhora que proporciona l'elevació que prové d'una obra d'art real" i va elogiar les seves metàfores visuals, l'edició i els quadres. Peter Bradshaw va escriure a The Guardian que Napoléon "sembla sorprenentment futurista tic i experimental, com si se'ns mostrés quelcom de l'avantguarda del segle XXI. És com si hagués evolucionat més enllà del diàleg parlat cap a una colossal al·lucinació muda." Mark Kermode va descriure la pel·lícula "tan significativa per l'evolució del cinema com les obres de Serguei Eisenstein i D. W. Griffith" que "va crear una pel·lícula calidoscòpica que va estendre els límits de la pantalla de totes les maneres possibles."
El director Stanley Kubrick no era un fan de la pel·lícula, i va dir en una entrevista "Em va semblar realment terrible. Tècnicament [Gance] va avançar-se al seu temps i va introduir noves tècniques cinematogràfiques, de fet, Eisenstein li va atribuir l'estimulació del seu interès inicial pel muntatge, però pel que fa a la història i la interpretació, és una pel·lícula molt crua."